# Larry Nance
Larry Donnell Nance Sr.  (* 12. Februar 1959 in Anderson, South Carolina) ist ein ehemaliger US-amerikanischer Basketballspieler, der von 1981 bis 1994 in der US-Profiliga NBA aktiv war. Nance ist 2,08 Meter groß und kam meist auf der Position des Power Forwards zum Einsatz. 

## Karriere
In seiner 13-jährigen NBA-Karriere spielte er für die Phoenix Suns (1981–1988), die ihn 1981 an 20er Position gedraftet hatten, und die Cleveland Cavaliers (1988–1994). In seiner Karriere erzielte er 15.687 Punkte und 7.352 Rebounds in 920 Spielen der regulären Saison. Außerdem erreichte er in 68 Playoff-Spielen 1.070 Punkte und 535 Rebounds. In den Saisons 1984/85, 1988/89 und 1992/93 wurde er in das NBA-All-Star-Team berufen. Außerdem war Nance 1984 der erste Gewinner des neu eingeführten NBA Slam Dunk Contests.

## Sonstiges
Sein Sohn Larry Nance Jr. ist ebenfalls Basketballspieler und wurde beim NBA-Draft 2015 an 27er Stelle von den Los Angeles Lakers ausgewählt. Die Rückennummer 22, mit der Nance bei den Cavaliers auflief, wurde vom Team ehrenhalber zurückgezogen und wird nicht mehr vergeben. Die einzige Ausnahme stellt sein Sohn dar, der seit der Saison 2017/2018 bei den Cavaliers spielt und seinem Vater zu Ehren wieder mit dessen Nummer aufläuft.